# Dotted-Line-Prinzip
Dotted-Line-Prinzip bezeichnet in der betriebswirtschaftlichen Organisationslehre eine Teilung der fachlichen und disziplinarischen Unterordnung. Der Begriff kommt daher, dass im Organigramm fachliche Weisungsbeziehungen als gestrichelte Linie (dotted line) dargestellt werden.
In der betriebswirtschaftlichen Literatur wird das Dotted-Line-Prinzip vor allem im Bereich der Organisation des Controllings diskutiert. Bei zunehmender Betriebsgröße ist es wahrscheinlich, dass  die Controllingaufgaben nicht nur von einer zentralen Controllingabteilung wahrgenommen werden, sondern auch dezentrale Controllingabteilungen geschaffen werden. Wird das dezentrale Controlling bzw. werden die Bereichscontroller fachlich und disziplinarisch dem zentralen Controlling untergeordnet, besteht die Gefahr, dass sie in ihrem Bereich als Fremdkörper („Spion der Zentrale“) wahrgenommen werden, was zu einer geringen Akzeptanz und möglicherweise auch zu einer Informationsblockade führen kann. Als Vorteile einer engen Bindung an die Zentrale gelten die Unabhängigkeit gegenüber der Linieninstanz und dass eine gewisse Einheitlichkeit des Controllings vorhanden ist. Bei einer fachlichen und disziplinarischen Unterordnung unter dem Bereichsleiter ist die Akzeptanz in der Linie zwar hoch, jedoch kann es zu einer mangelnden Objektivität zu Linienaktivitäten und dem Vernachlässigen einheitlicher Konzernstandards kommen. Das Dotted-Line-Prinzip ist ein Kompromiss zwischen diesen Extremen.